# Solmaris flavescens
Solmaris flavescens är en nässeldjursart som först beskrevs av Rudolf Albert von Kölliker 1853.  Solmaris flavescens ingår i släktet Solmaris och familjen Solmarisidae. Inga underarter finns listade i Catalogue of Life.